# Grande synagogue de Kropyvnytskyï
La grande synagogue de Kropyvnytskyï est un bâtiment de la ville de Kropyvnytskyï, au centre de l'Ukraine (oblast de Kirovohrad). Elle est située rue Chmilenko.

## Historique
Elle est construite par l'architecte Oleksandre Lychnevsky dans un style éclectique caractéristique de la fin du XIXe siècle, en remplacement d'un  bâtiment de 1853. Pendant l'époque soviétique,  elle devient un centre culturel. Elle est actuellement à nouveau consacrée au culte.

## Musée
Le musée des juifs de Yelisavetgrad est ouvert dans les locaux de la synagogue depuis 1998.

## Images

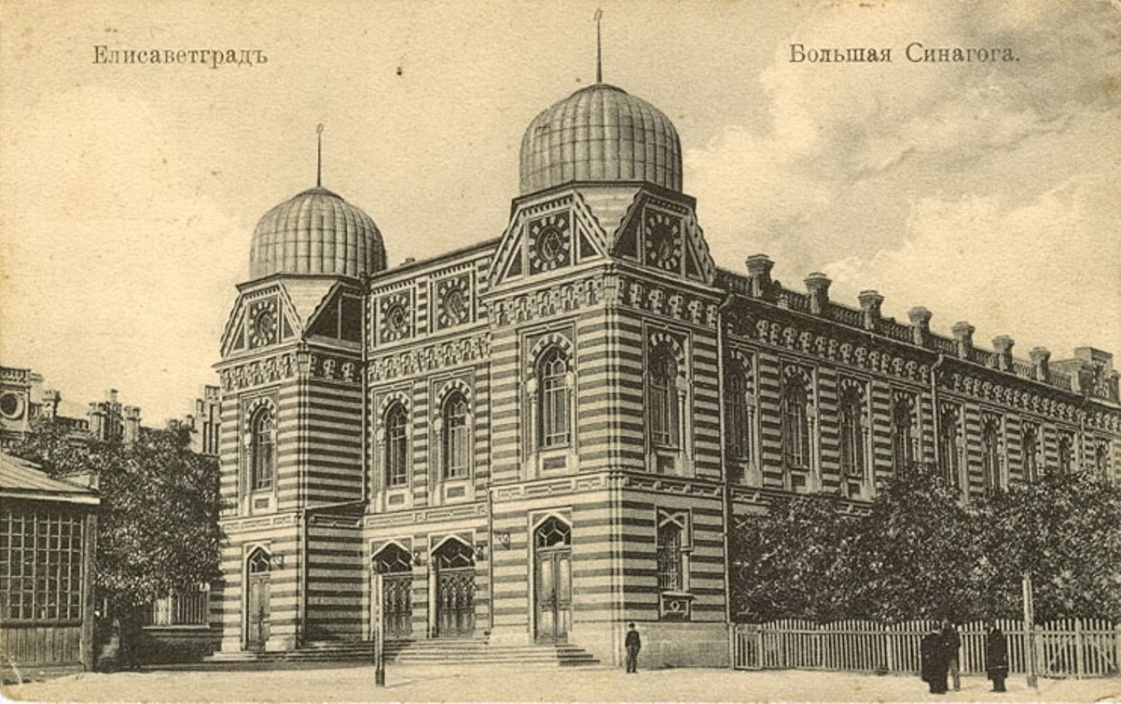
Carte postale ancienne.
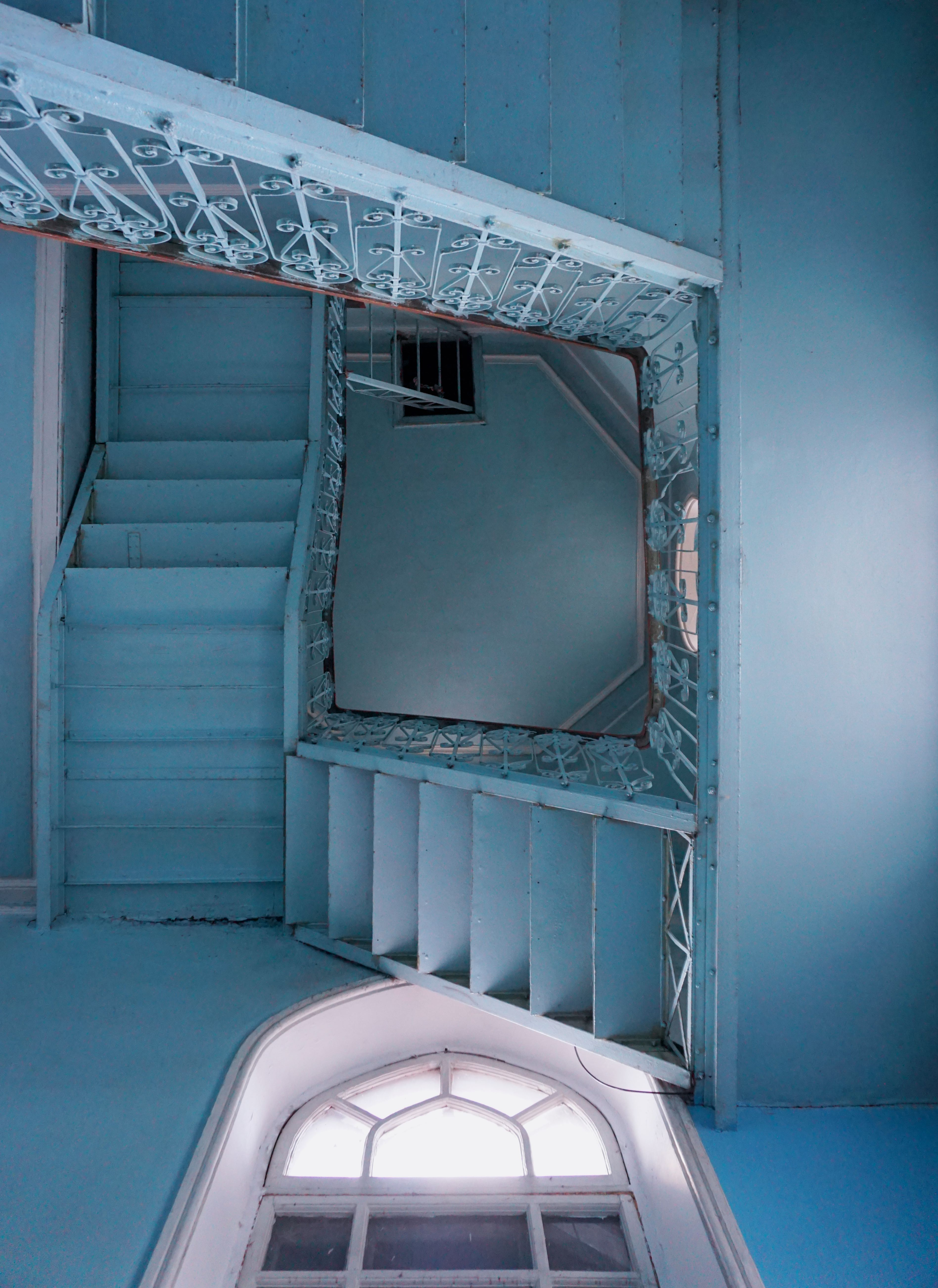
Escalier intérieur, vu du dessous.
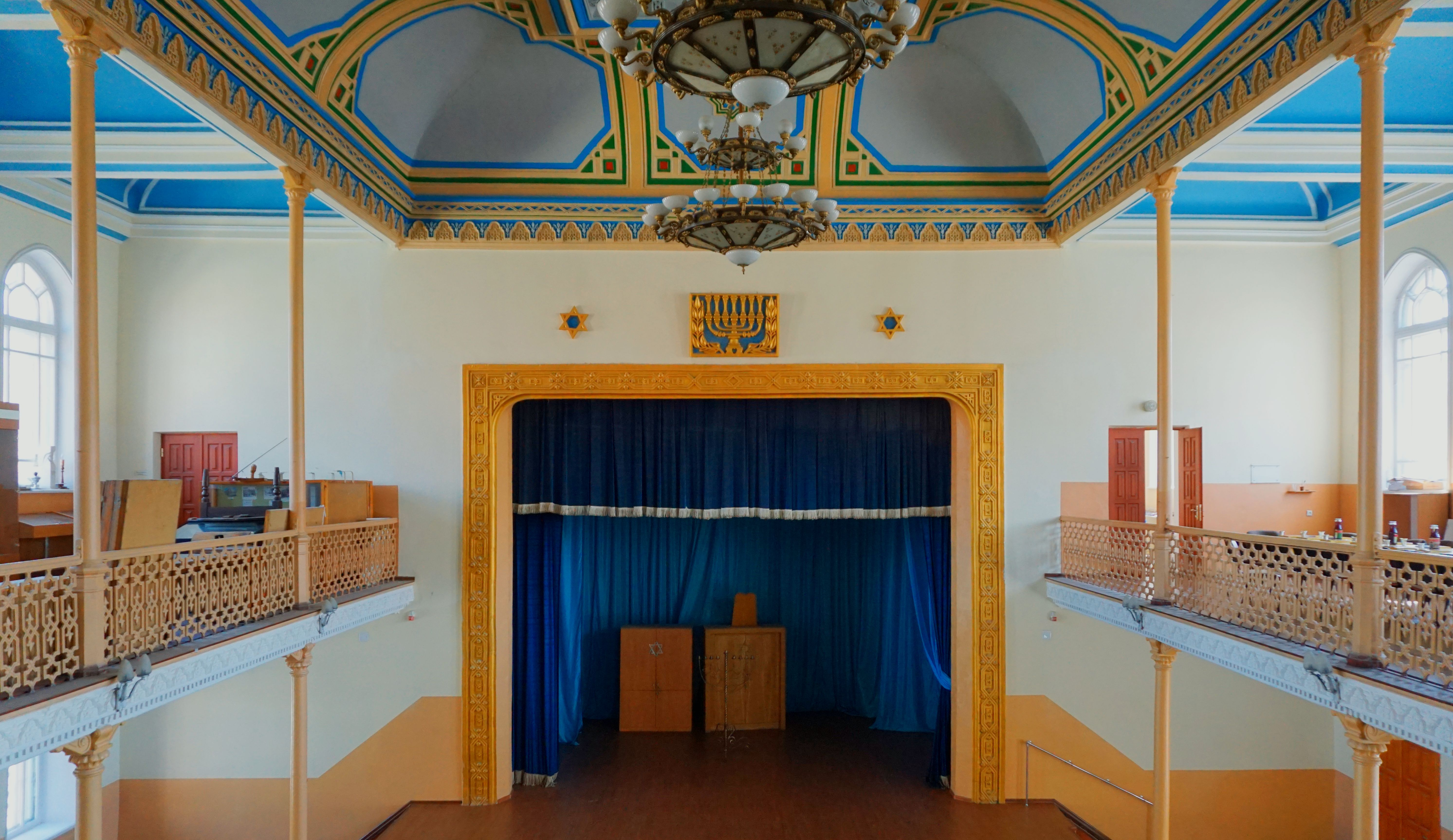
Salle.
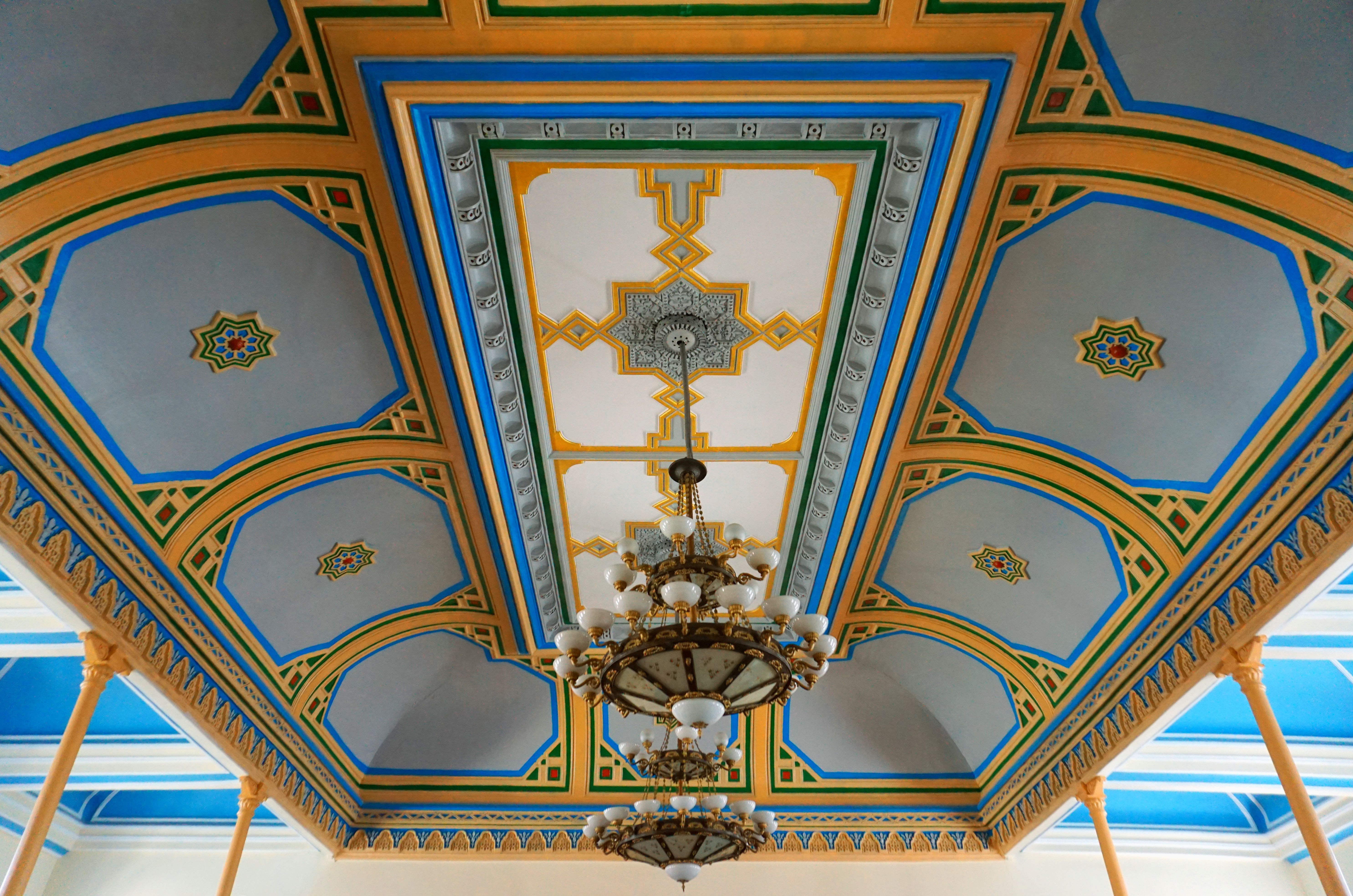
Plafond.